# Michael Kessens
Michael Karim Kessens (Ginevra, 16 febbraio 1991) è un cestista svizzero naturalizzato tedesco di formazione francese.

## Palmarès
- Leaders Cup: 1

Paris: 2024
- Basketball Champions League: 1

Bonn: 2022-2023
- Eurocup: 1

Paris: 2023-2024